# Batis de l'Ituri
La batis de l'Ituri (Batis ituriensis) és un ocell de la família dels platistèirids (Platysteiridae).

## Hàbitat i distribució
Viu a la selva pluvial del nord, nord-est i est de la República Democràtica del Congo i Uganda.